# Perwomaiski (Transbaikalien)
Perwomaiski (russisch Первомайский) ist eine Siedlung städtischen Typs in der Region Transbaikalien (Russland) mit 12.154 Einwohnern (Stand 14. Oktober 2010).

## Geographie
Die Siedlung liegt am östlichen Ende des Mogoituigebirges, eines nordwestlichen Ausläufers des Borschtschowotschnygebirges in Transbaikalien, gut 200 Kilometer südöstlich der Regionshauptstadt Tschita. Etwa 15 Kilometer östlich des Ortes befindet sich der Zusammenfluss von Ingoda und Onon zur Schilka, einer der Komponenten des Amur.
Die Siedlung Perwomaiski gehört zum Rajon Schilka, dessen Verwaltungszentrum, die Stadt Schilka, gut 40 Kilometer nordöstlich liegt.

## Geschichte
Der Ort entstand im Zusammenhang mit dem Beginn der Erschließung der Lithiumerzlagestätte Sawitinskoje (benannt nach dem unweit am rechten Ufer der Ingoda gelegenen  Dorf Sawitaja) als Bergwerk Sljudjanka mit zugehöriger Siedlung ab 1937. Die Produktion wurde 1942 aufgenommen.
1951 wurden der Status einer Siedlung städtischen Typs und der heutige Name verliehen. Die Bezeichnung ist abgeleitet von Perwoje Maja, russisch für den Ersten Mai, Kampf- und Feiertag der Arbeiterbewegung.

### Bevölkerungsentwicklung
| Jahr | Einwohner |
| ---- | --------- |
| 1959 | 12.866    |
| 1970 | 14.310    |
| 1979 | 15.750    |
| 1989 | 16.299    |
| 2002 | 13.098    |
| 2010 | 12.154    |

Anmerkung: Volkszählungsdaten

## Kultur und Sehenswürdigkeiten
In Perwomaiski befindet sich das Heimatmuseum des Rajons Schilka.

## Wirtschaft und Infrastruktur
Perwomaiski ist Bergbauort. Unmittelbar nördlich der Siedlung werden in Tagebauen Erze gefördert, die vor Ort im Transbaikal-Bergbau-und-Anreicherungskombinat (Sabaikalski GOK) zu Flussspat-, Beryllium-, Lithium- und Tantalkonzentraten verarbeitet werden, wobei als Nebenprodukte Zeolithe und Gold anfallen. Außerdem gibt es Betriebe der Bauwirtschaft und der Lebensmittelindustrie.
Etwa sechs Kilometer nordwestlich liegt in einem Nachbartal der regional bedeutsame, bereits 1899 entstandene balneologische Kurort Schiwanda.
Die Station Solnzewaja der Transsibirischen Eisenbahn (Streckenkilometer 6407 ab Moskau) liegt etwa zehn Kilometer nördlich von Perwomaiski am jenseitigen, linken Ufer der Ingoda. Station und Ort sind über eine Straße verbunden, Teil der Regionalstraße R426 von Mogoitui (an der A166 Tschita-Sabaikalsk/chinesische Grenze) über Schilka und Nertschinsk nach Sretensk.
Ein zuvor existierender kleiner Flughafen ist seit Anfang der 1990er Jahre außer Betrieb.

## Söhne und Töchter der Stadt
- Jewgeni Igorewitsch Tarelkin (* 1974), Raumfahrer